# ニチニチソウ
ニチニチソウ（日々草、学名: Catharanthus roseus）は、キョウチクトウ科ニチニチソウ属の一年草。ニチニチカ（日日花）とも呼ばれる。
初夏から晩秋まで次々に花が咲くので、「日々草」という。キク科のヒャクニチソウとは異なる。

## 形態・生態
原種は小低木で、匍匐性とされる。
熱帯では多年草であるが、耐寒性のなさから日本など温帯域では一年草として扱われる（晩秋から屋内で人工的に照明と暖かさを絶やさなければ越冬が可能である）。
観賞用に改良された品種は直立するものが多い。
葉は長楕円形で、対生する。
花は直径3～4cm程度で、花弁は5裂し、色は白、ピンク、赤、赤紫などがあり、中心だけ色が違うものもある。

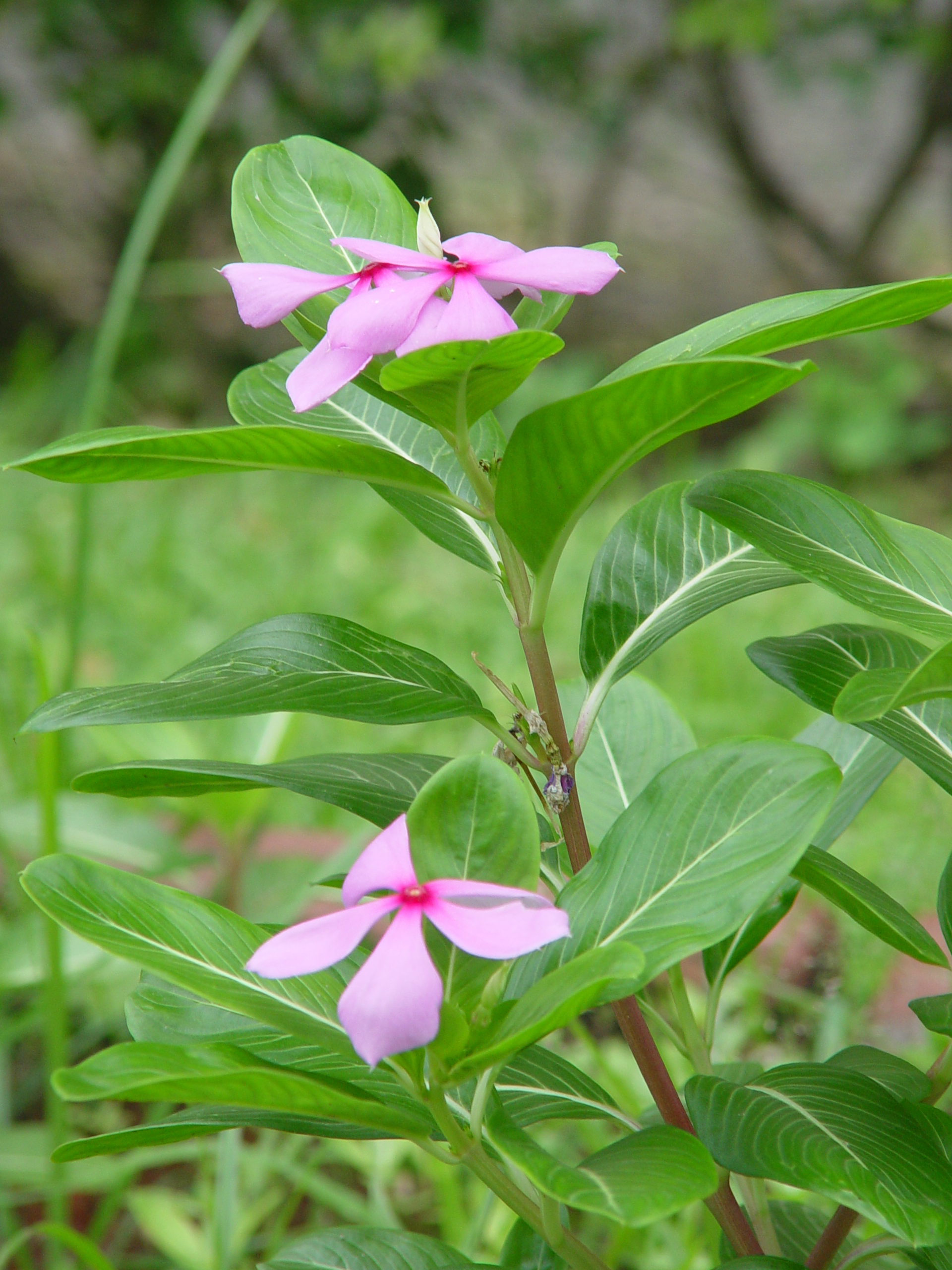
茎
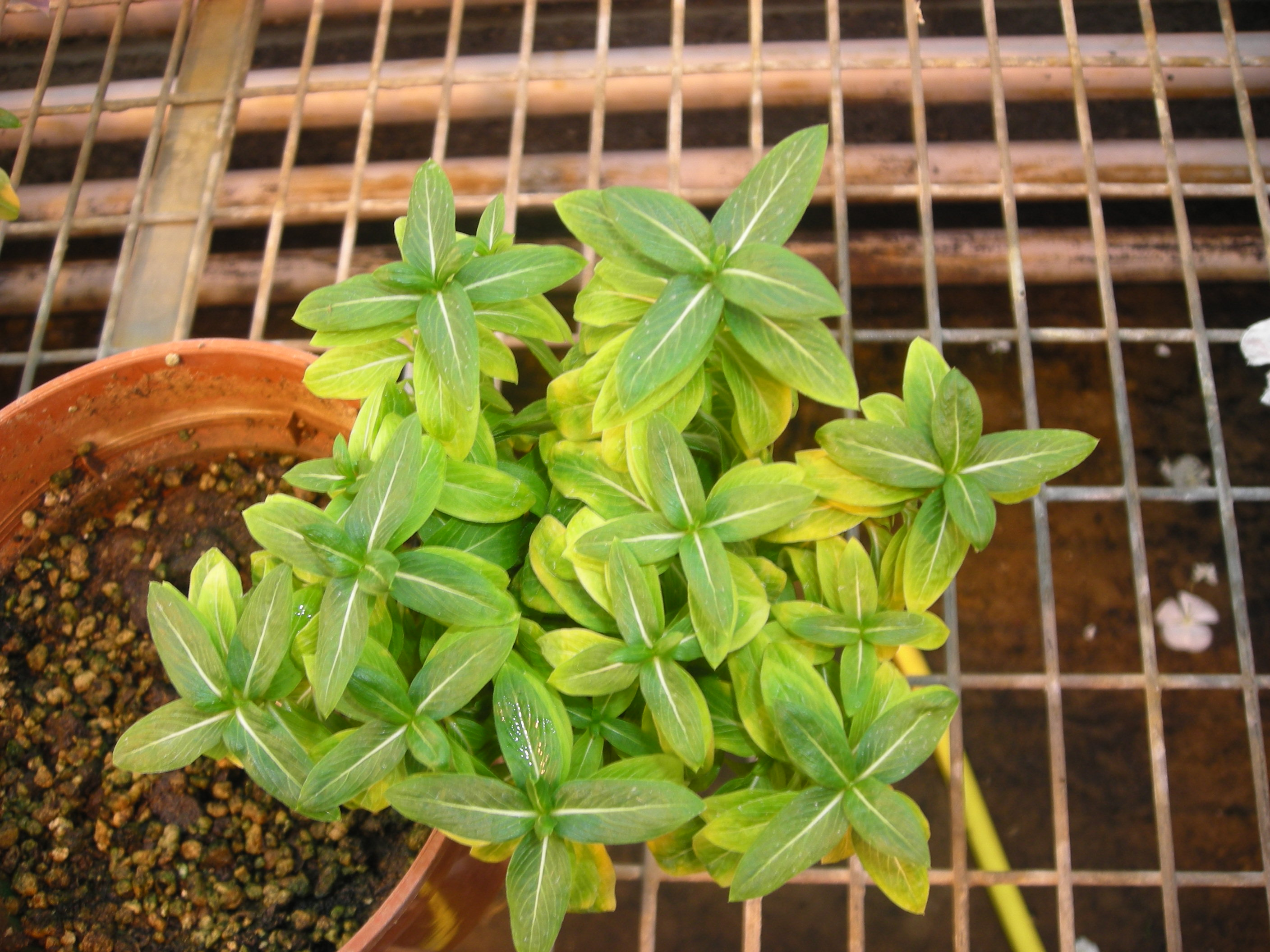
葉
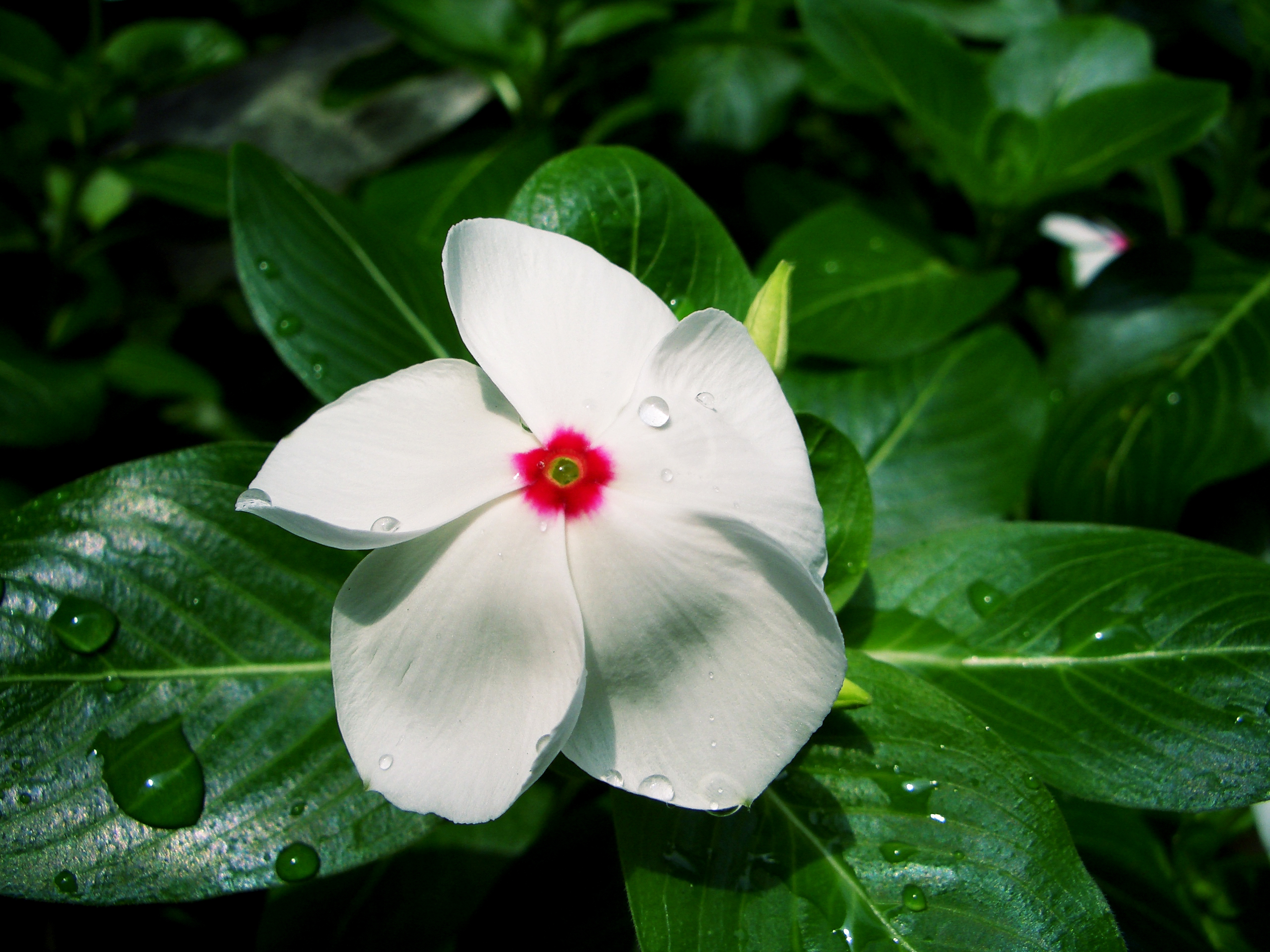
花
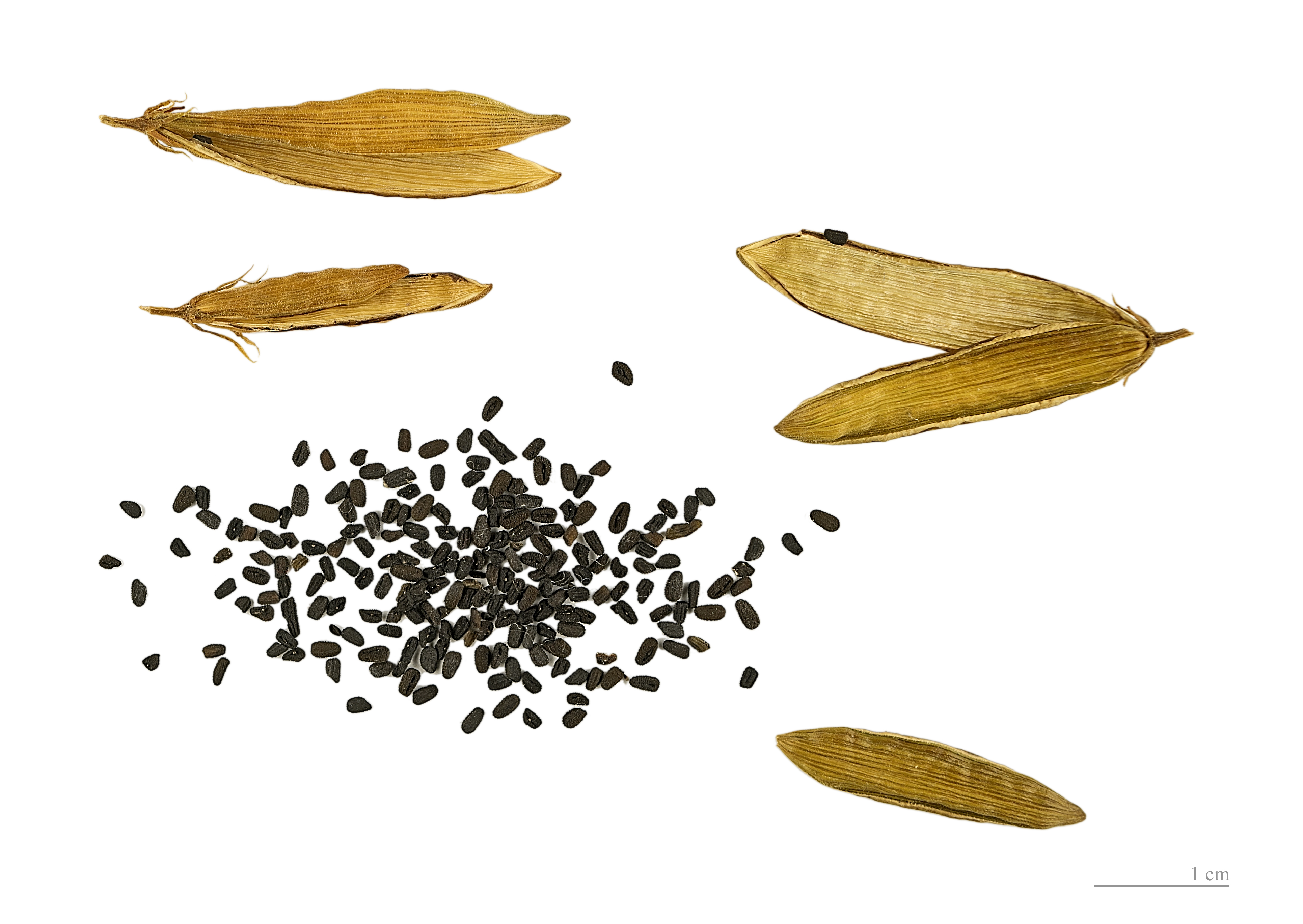
果実と種子
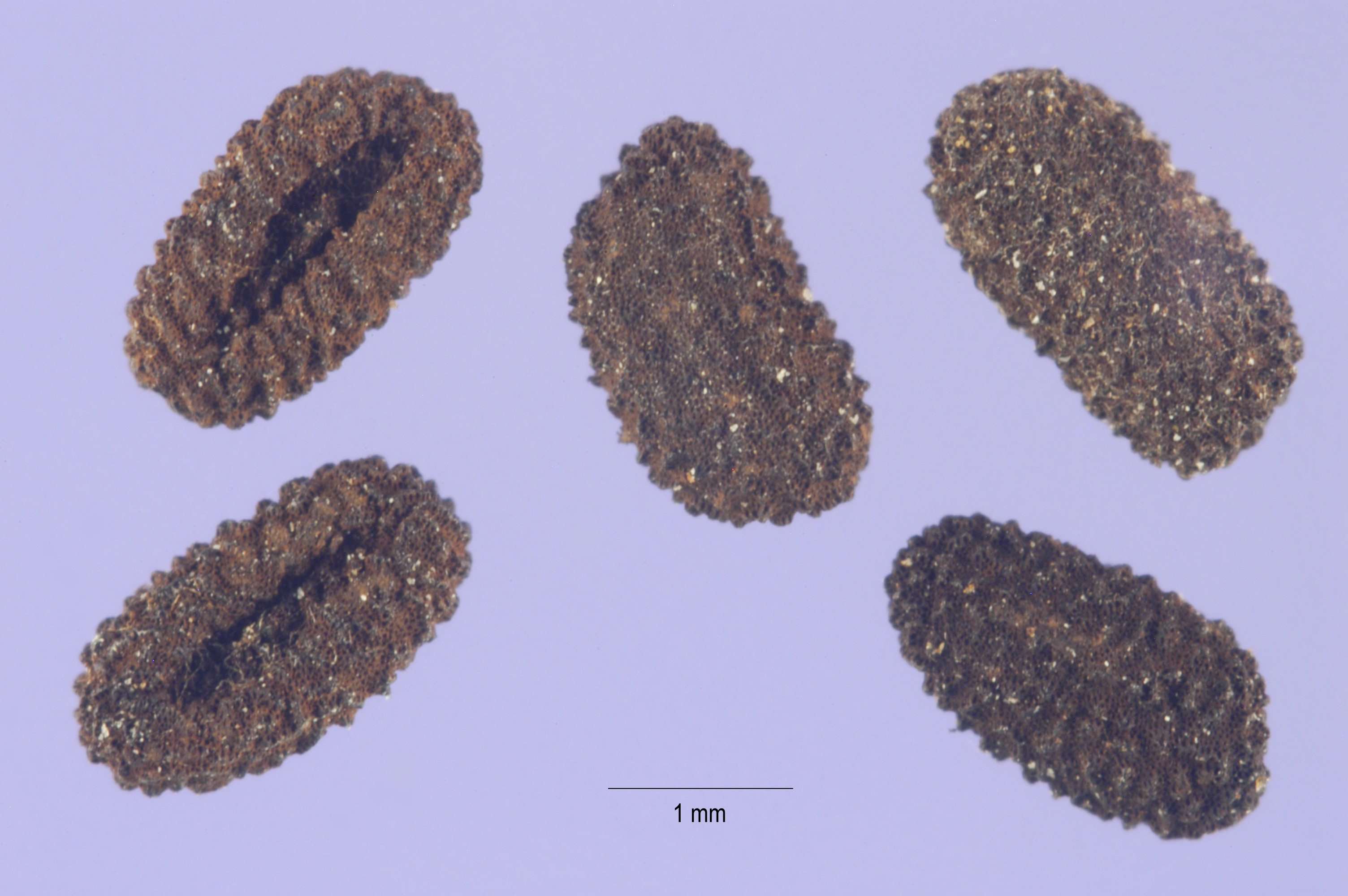
種子（拡大）
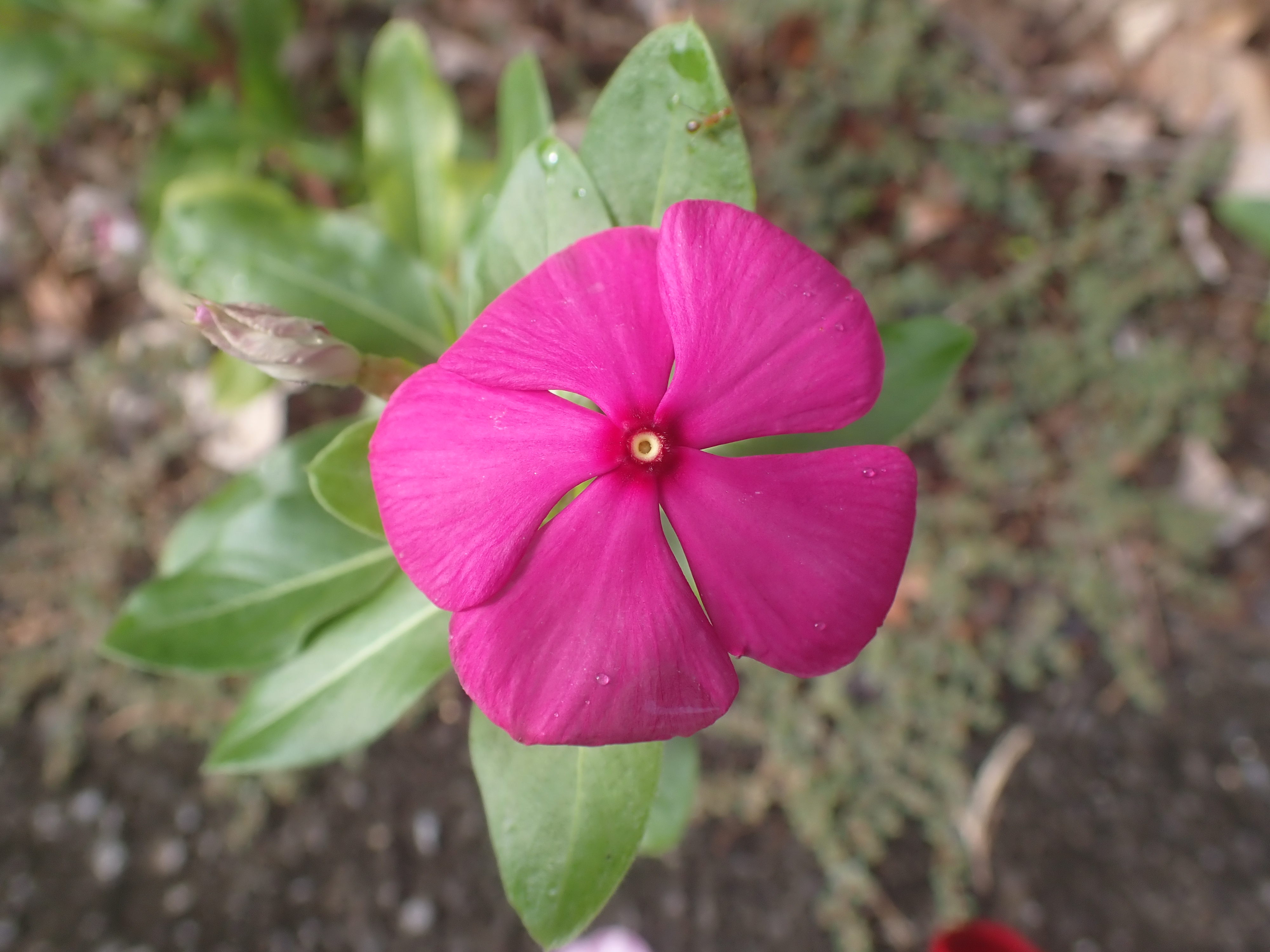
紫花
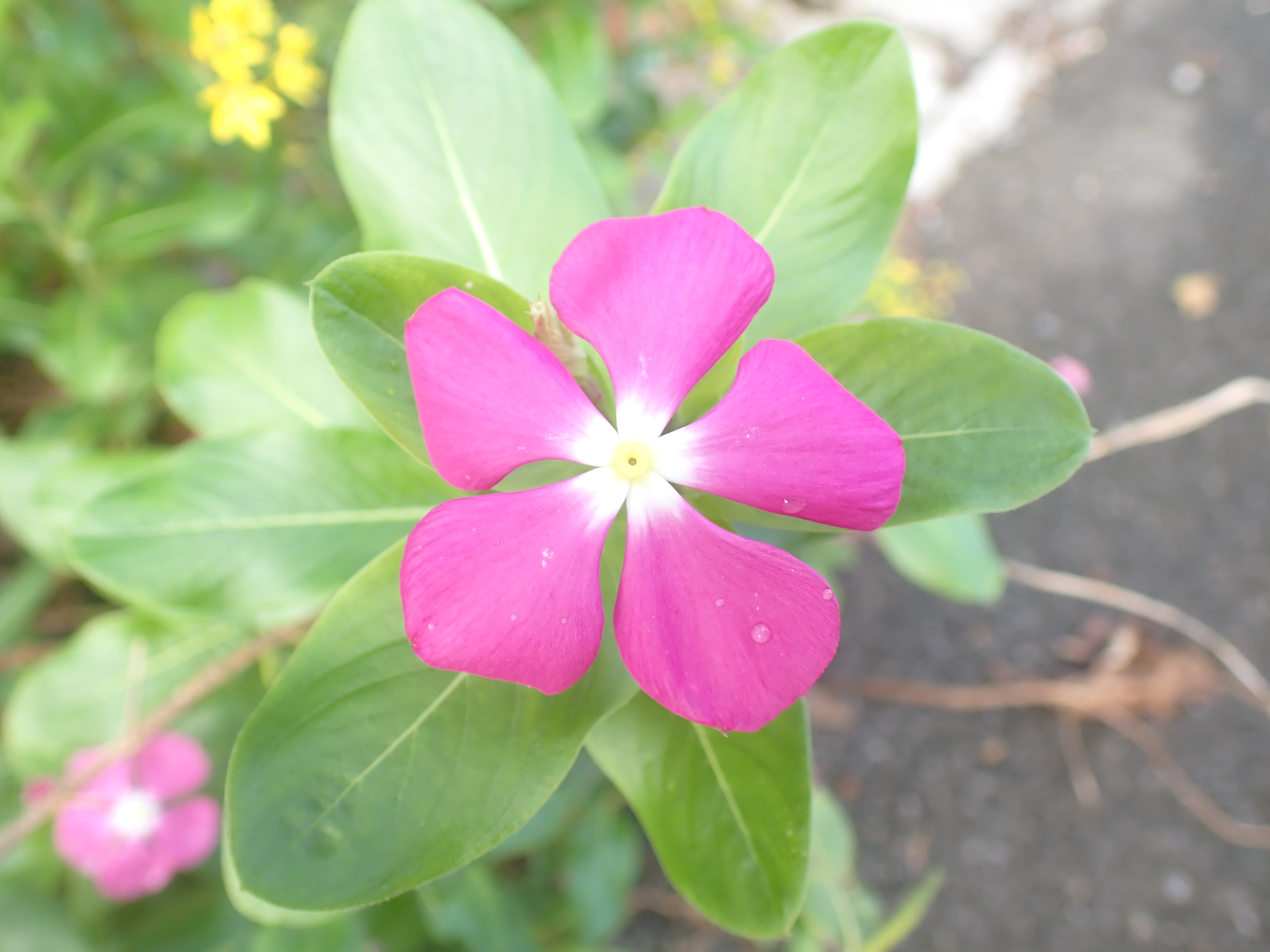
濃桃花、中心白色
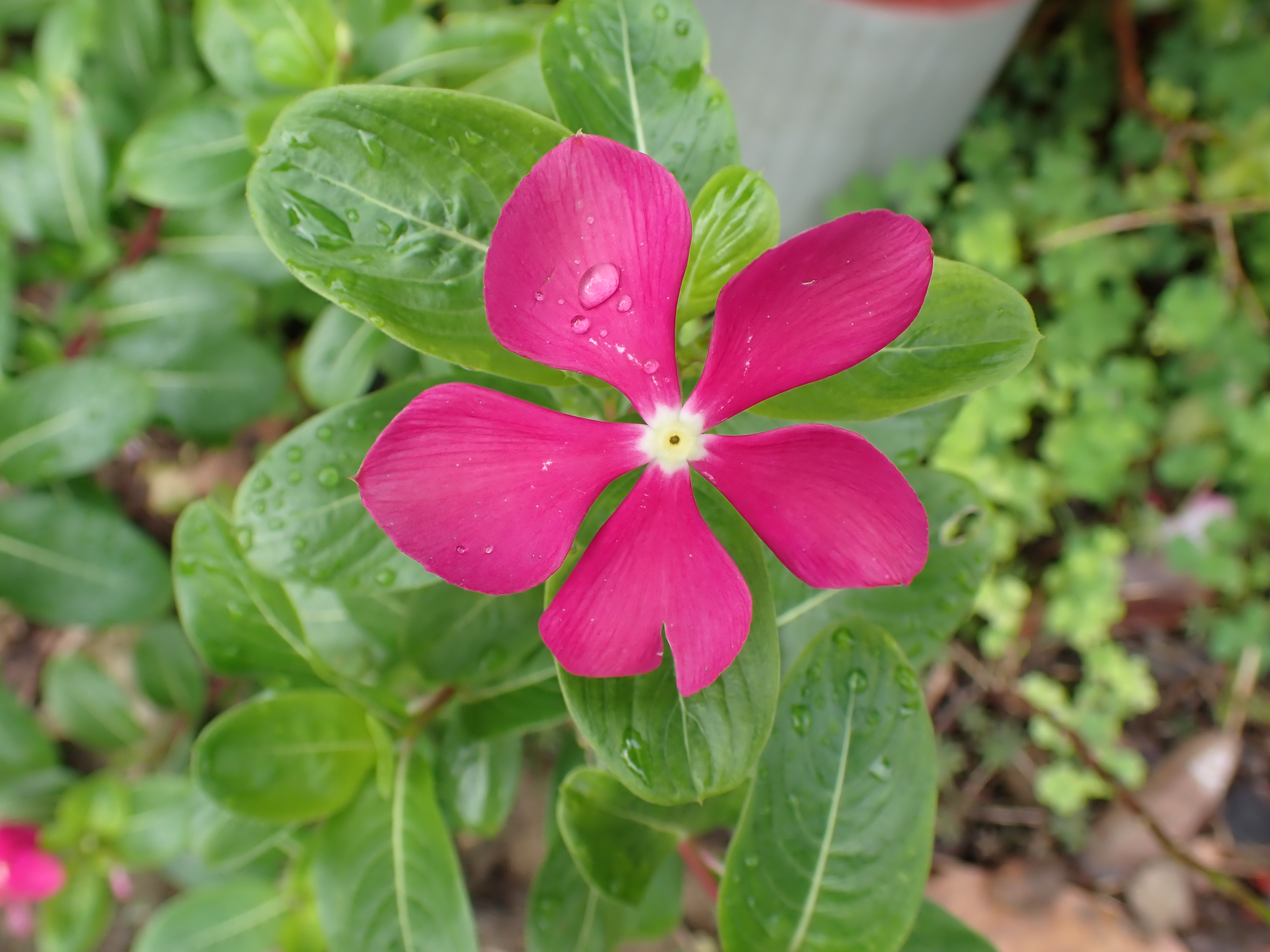
紫花、中心白色

### 毒性
ニチニチソウには、「ビンカアルカロイド」と総称される、10種以上のアルカロイドが、全草に含まれる。
そのうち、ビンクリスチンとビンブラスチンには、細胞分裂阻害作用（チューブリン脱重合による）がある。抵抗剤として用いられるが、脱毛などの副作用・毒性があるので、素人の利用は危険。貪食すると、嘔吐や下痢程度では済まない。
- 症状 - 中枢神経刺激作用、心機能障害、痙攣、筋肉麻痺、嘔吐。

## 分布・生育地
マダガスカル原産で、熱帯各地で多年草。温帯では春から秋にかけての一年草として広く栽培されている。

## 人間との関わり
観賞用に栽培される。

### 自治体の花
- さいたま市浦和区

## ニチニチソウ属
ニチニチソウ属（ニチニチソウぞく、学名: Catharanthus）は、キョウチクトウ科の属の一つ。
- Catharanthus coriaceus
- Catharanthus lanceus
- Catharanthus longifolius
- Catharanthus ovalis
- Catharanthus pusillus
- ニチニチソウ Catharanthus roseus
- ヒメニチニチソウ Catharanthus scitulus
- Catharanthus trichophyllus

## 近縁種
ツルニチニチソウ（Vinca major L.）
ヒメツルニチニチソウ（姫蔓日々草、Vinca minor L.）
ツルニチニチソウより小型で、耐寒性がある。学名のビンカ・ミノールの名で呼ばれることが多い。